# Fallmeisterei (Rüdenhausen)
Die Fallmeisterei ist eine Einöde in der Gemeinde Rüdenhausen im unterfränkischen Landkreis Kitzingen.

## Geografische Lage
Die Fallmeisterei liegt im Norden der Rüdenhäuser Gemarkung. Die Baulichkeiten liegen am Ufer des Schoßbachs, der dem Schirnbach zufließt. Unmittelbar nördlich verläuft die Bundesautobahn 3/Europastraße 45, die Anschlussstelle 45 (Wiesentheid) liegt im Osten der Fallmeisterei. Das Gebiet um den Gemeindeteil wurde durch den Bau der Fernverkehrsstraße stark verändert. So entstand im Süden des Hofes ein ausgedehnter Autohof. Der historische Ortsteil Ziegelhütte ist ebenfalls im Süden zu finden. Die Fallmeisterei wird über eine Abzweigung der Ortsverbindungsstraße Rüdenhausen–Feuerbach erschlossen, an der weiter westlich die Lohmühle liegt.

## Geschichte
Die Fallmeisterei (auch Wasenmeisterei) ist eng mit der Kulturgeschichte der Region verbunden. Bereits seit dem Mittelalter existierten Einzelhöfe abseits der Dörfer, die von den sogenannten Fallmeistern oder Abdeckern bewohnt wurden. Sie waren von der Obrigkeit dazu verpflichtet, die Tierkadaver ihres Bezirks zu sammeln und zu entfernen. Die Geruchsbelästigung und die Krankheitsgefahr führten dazu, dass die Wasenmeister zu den unehrlichen Berufen gerechnet wurden. Die Arbeit wurde noch im 20. Jahrhundert ausgeübt. 
Erstmals ist die Rüdenhäuser Fallmeisterei im Jahr 1700 urkundlich nachweisbar. Sie entstand als Haus 128/129 am nördlichen Ortsrand des Residenzortes. Im Jahr 1813 ist Philipp Braun als erster Fallmeister nachweisbar. Die Baulichkeiten wurden von der Gemeinde an den jeweiligen Amtsinhaber verpachtet. Die Familie Braun war noch im Jahr 1838 Eigentümer, als Heinrich Braun als Fallmeister arbeitete. Er ist letztmals 1865 nachgewiesen. 1874 hatte Josef Keuder die Baulichkeiten inne. Ihm folgte 1907 Ernst Krätzler nach.
Im Jahr 1911 betrieb Johann Georg Bohlig die Anlage. Er war wohl der letzte Fallmeister in Rüdenhausen. In den folgenden Jahrzehnten wurde der Fallmeisterhof in ein Wohnhaus umgebaut und an Privatleute verkauft. Zwischen 1930 und 1953 lebte Gottfried Teufel in den Baulichkeiten. 1963 folgte ihm Anna Teufel nach. Die Baulichkeiten kamen 1971 an Elisabeth Paul, die den Hof vermietete. Heute ist die Anlage, die aus einem Dreiseithof des 19. Jahrhunderts besteht, bewohnt. Historisch bedeutsame Bauten sind nicht mehr zu finden.